# Kuncen (Ceper)
Kuncen is een bestuurslaag in het regentschap Klaten van de provincie Midden-Java, Indonesië. Kuncen telt 2810 inwoners (volkstelling 2010).